# Matt Tolmach

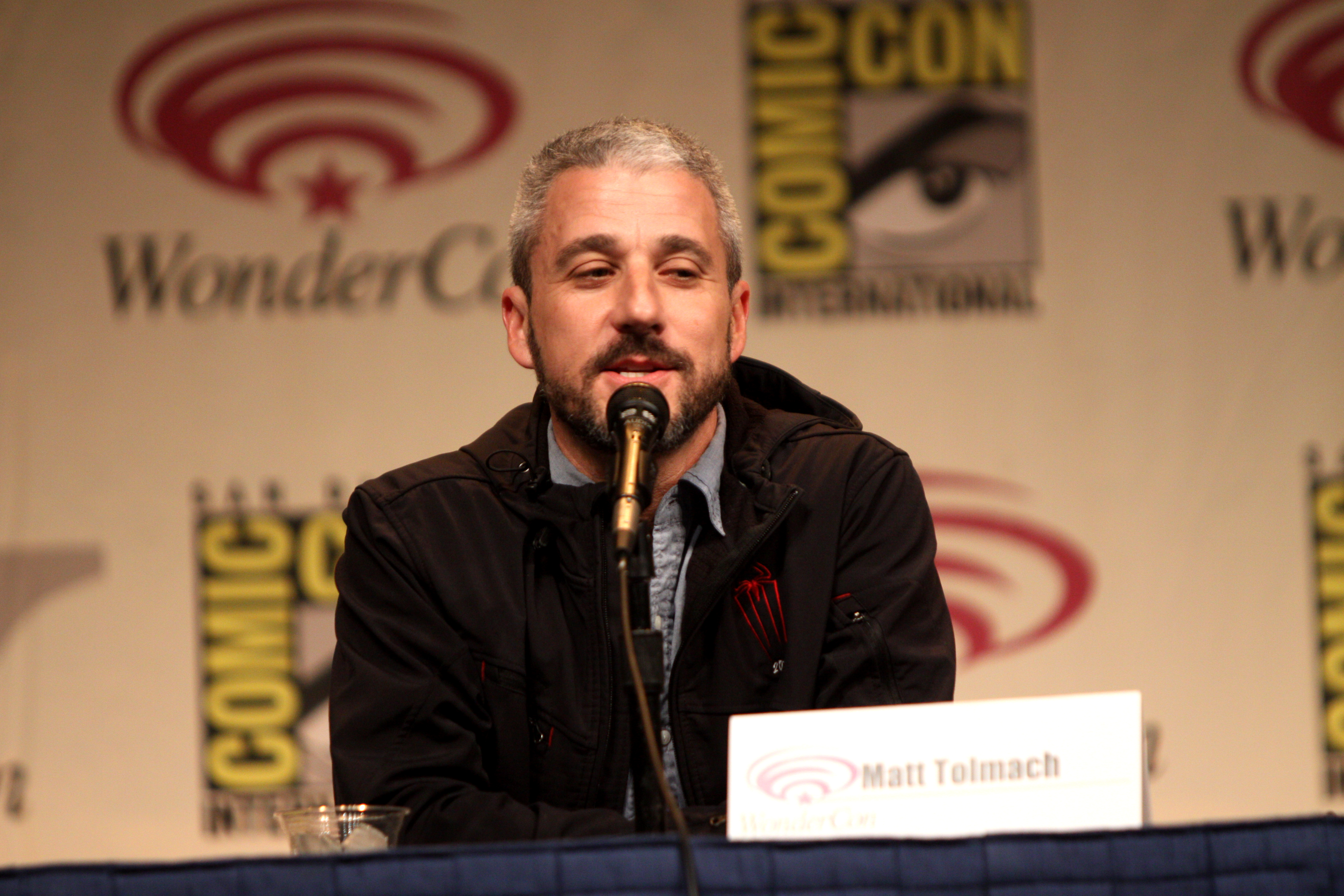
Matt Tolmach

Matthew Tolmach (* 1964) ist ein US-amerikanischer Filmproduzent.

## Leben und Karriere
Matthew Tolmach hat begonnen sich für Filme zu interessieren, nachdem er die Geschichten von seinem Großvater, dem Produzenten Sam Jaffe, gehört hatte.
Er ist jüdischer Abstammung. Nach seinem Umzug nach Los Angeles bekam er einen Job bei Frank Marshall, um einen Dokumentarfilm über Lance Armstrong zu drehen, bei dem Alex Gibney Regie führte.
2008 wurde Tolmach bei Sony Pictures Entertainment zusammen mit Doug Belgrad zum Co-Präsidenten ernannt, wo er das Spider-Man-Franchise leitete.
2010 verließ er Sony Pictures Entertainment, um den nächsten Teil von Spider-Man zu produzieren. Belgrad wurde zum alleinigen Präsidenten des Studios ernannt und Hanna Minghella zur Präsidentin der Produktion.

## Filmografie (Auswahl)
Als Filmproduzent
- 1995: Cold Blooded (Coldblooded)
- 2012: The Amazing Spider-Man
- 2013: The Armstrong Lie (Dokumentarfilm)
- 2014: The Amazing Spider-Man 2: Rise of Electro (The Amazing Spider-Man 2)
- 2015: Freaks of Nature
- 2017: Girls’ Night Out (Rough Night)
- 2017: Jumanji: Willkommen im Dschungel (Jumanji: Welcome to the Jungle)
- 2018: Venom
- 2019: Jumanji: The Next Level
- 2021: Venom: Let There Be Carnage
- 2022: Morbius
- 2022: Fate of a Sport
- 2023: Die dunkle Saat (Dark Harvest)
- 2024: Venom: The Last Dance
- 2024: Kraven the Hunter

Als Executive Producer
- 1993: Money for Nothing
- 2017: Spider-Man: Homecoming
- 2017–2020: Future Man (Fernsehserie, 17 Folgen)
- 2019: Spider-Man: Far From Home
- 2021: Spider-Man: No Way Home
- 2024: Dark Matter – Der Zeitenläufer (Dark Matter, Fernsehserie, 9 Folgen)